# Volby do Zastupitelstva Královéhradeckého kraje 2024
Volby do Zastupitelstva Královéhradeckého kraje v roce 2024 se konaly v pátek 20. září a v sobotu 21. září 2024 jako součást celostátních krajských voleb v roce 2024.

## Pozadí
Ve volbách v roce 2024 zvítězilo ANO s 34,54 % hlasů. Do zastupitelstva se dostalo dalších pět subjektů. Po neúspěších v koaličním jednání ANO se SILNÝMI LÍDRY se na koalici se dohodli zástupci ANO, HLAS Samospráv Královéhradeckého kraje (SOCDEM, SproK, Rozvíjíme Hradec) a koalice SPD, Trikolóra, PRO a Svobodní. Novým hejtmanem se stal Petr Koleta z ANO.
V opozici pak skončili SILNÍ LÍDŘI pro kraj (ODS, KDU-ČSL a VÝCHODOČEŠI), Čtyřkoalice (STAN, TOP 09, HDK a LES) a STAČILO! (KSČM a ČSNS).

## Kandidující subjekty
| Číslo | Subjekt | Subjekt                                                     | Typ              | Fotografie | Lídr            | Poznámky |
| ----- | ------- | ----------------------------------------------------------- | ---------------- | ---------- | --------------- | --- |
| 5     |         | HLAS samospráv                                              | koalice          |            | Jiří Štěpán     | starosta Rokytnice v Orlických horách, VŠ učitel, krajský zastupitel, bývalý hejtman                                  |
| 10    |         | SPD, Trikolora, PRO a Svobodní                              | koalice          |            | Rostislav Jireš | chemik, vedoucí pracovník                                                                                             |
| 15    |         | DSZ – ZA PRÁVA ZVÍŘAT                                       | politická strana |            | Dana Doškářová  | OSVČ, dobrovolník v útulku a dočaskář                                                                                 |
| 21    |         | Česká pirátská strana                                       | politická strana |            | Pavel Bulíček   | 1. náměstek hejtmana Královéhradeckého kraje pro oblast investic, inovací a IT, softwarový analytik, dobrovolný hasič |
| 29    |         | Koruna Česká (monarchistická strana Čech, Moravy a Slezska) | politická strana |            | Josef Kudrna    | pekař |
| 33    |         | LEPŠÍ ŽIVOT PRO LIDI a ND                                   | politická strana |            | Jan Havlík      | OSVČ |
| 39    |         | ANO 2011                                                    | politické hnutí  |            | Petr Koleta     | starosta města Hronov                                                                                                 |
| 40    |         | PRO KRAJINU – Zelení, Změna pro Hradec a nezávislí          | koalice          |            | Martin Hanousek | krajinný ekolog a krajský zastupitel                                                                                  |
| 41    |         | Čtyřkoalice STAN, TOP 09, HDK, LES                          | koalice          |            | Rudolf Cogan    | ekonom, právník, náměstek hejtmana                                                                                    |
| 54    |         | SILNÍ LÍDŘI pro kraj                                        | koalice          |            | Martin Červíček | senátor, hejtman |
| 62    |         | Jasný Signál Nezávislých                                    | politické hnutí  |            | Petr Typlt      | dělník, předseda krajské organizace JaSaN                                                                             |
| 67    |         | ČSSD                                                        | koalice          |            | Vladimír Dryml  | chirurg |
| 77    |         | STAČILO!, koalice KSČM a ČSNS                               | koalice          |            | Lubomír Štěpán  | projektant v investiční výstavbě                                                                                      |